# Трговачка Федерација
Трговачка Федерација је измишљена организација у универзуму Звезданих ратова за време Галактичке Републике. Основана је 350. године ПБЈ и контролише је врста позната као Неимоидијанци.
Трговачка Федерација је држала значајан монопол над галактичком трговином, успевши чак да добије место у Сенату на истом нивоу као и нека планета чланица. Посебно су држали у тајности мапе повољних хиперсвемирских путева, не желећи да их деле са другима, што им је омогућило да учврсте своју моћ над трговинским путевима. Само су Џедаји и канцеларова администрација имали мапе истог квалитета односно тачности.

## Званичници Трговачке Федерације
- Вицекраљ - Нут Ганреј
- Заменик вицекраља - Рун Хаако
- Заповедник инвазије на Набу - Долтеј Дофајн
- Сенатори - Лот Дод и Гилрамос Либкат

## Битка за Набу
Недуго пре времена дешавања у Фантомској претњи, на место вицекраља Трговачке Федерације долази Нут Ганреј, са Руном Хааком као главним замеником. У самој — епизоди I, Нут је изманипулисан од стране мистериозног Дарт Сидијуса да блокира и касније изврши инвазију Набуа, који га је уверио да Сенат неће предузети никакве кораке да га у томе спречи. Ганреј је покушао да натера краљицу Амидалу од Набуа да потпише документ који би легализовао окупацију, међутим она је успела да побегне. Пошто је ступила у савез са староседеоцима Набуа - Гунганцима, Амидала је, након битке која ће бити позната као битка за Набу, успела да ухвати и самог Ганреја, што ће окончати инвазију. Ганреју и Хааку је суђено за почињене злочине али, због корумпираности Републике у то време, обојица су били ослобођени, а Ганреј је и задржао свој положај вицекраља.

## Ратови клонова
Десет година касније, у филму Напад клонова, желећи да се освете Падме Амидали, Нут Ганреј и Гилрамос Либкат, сенатор Трговачке Федерације, договорили су се са да споје дроидске снаге Федерације са јединицама Дукуове Конфедерације Независних Система, под условом да Амидала буде убијена и предата Ганреју. Међутим, покушај атентата на Амидалу од стране плаћеног убице Џанга Фета није успео. Џедај витез, Оби-Ван Кеноби је, пратећи траг атентатора, коначно открио план Ганреја и Дукуа на Геонозису. Ганреј и Либкат, сада његов главни сарадник, су били бесни због неуспеха. У међувремену, Кеноби је успео да обавести Републику о свему и Ратови клонова су почели када су нови војници-клонови извршили напад на федерацијске дроиде на Геонозису. У овој бици је погинуо и неуспешни атентатор Трговачке Федерације Џанго Фет. Кажу да је касније сам Либкат убијен од Бобе Фета, Џанговог сина, и да је тада место главног помоћника вицекраља опет заузео Рун Хаако.
Трговачка Федерација и њене вође су преживели до самог краја Ратова клонова, чак и након што је Конфедерација независних система, којима су припадали, претрпела бројне и тешке поразе. Међутим, у Освети сита, Дарт Вејдер је хладнокрвно убио Ганреја и Хаака, као и неке од чланова Сепаратистичког савета, као што су Шу Маи и Ват Тамбор. Ово је урађено по заповести мрачног господара Сита Дарта Сидијуса, који је такође наредио искључење осталих дроидских снага. После Ратова клонова, оно мало што је остало од поседа Трговачке Федерације је заплењено од стране императора Палпатина да би се помогла изградња Галактичке Империје. До времена битке за Јавин трговачке организације су постале законом забрањене.

## Улога у императоровом успону на власт
Кључна улога Трговачке Федерације у филмовима је та да буде пион господара Сита Дарта Сидијуса, и тиме му омогући успон на место императора галаксије. Подстичући непријатељства, Сидијус је користио војску Федерације да одвуче пажњу Џедаја и изгради политички утицај свог наличја, сенатора Палпатина. Прави узрок битке за Набу је био да учини Палпатина, који је био сенатор Набуа, врховним канцеларом. Годинама касније, сепаратистички покрет под вођством Трговачке Федерације је такође био резултат Сидијусове манипулације, што је довело до Ратова клонова. Ратови клонова, опет Сидијусова замисао, су послужили као оправдање за формирање огромне војске која се првобитно ставила у заштиту Републике, само да би касније послужила као оружје за истребљење Џедаја и осигуравање настанка Галактичке Империје. Овај след догађаја би био немогућ без доприноса Трговачке Федерације. Након што је постао император, Сидијусу више није била потребна Федерација, те је наредио свом ученику Дарту Вејдеру да елиминише њене вође, што је окончало Ратове клонова. Вејдер није био свестан манипулација свог господара, и видео је себе као хероја који је окончао рат.